# Château de Quinipily
Le château de Quinipily est un château français détruit situé à Baud dans le Morbihan.

## La seigneurie de Quinipily et la construction du château

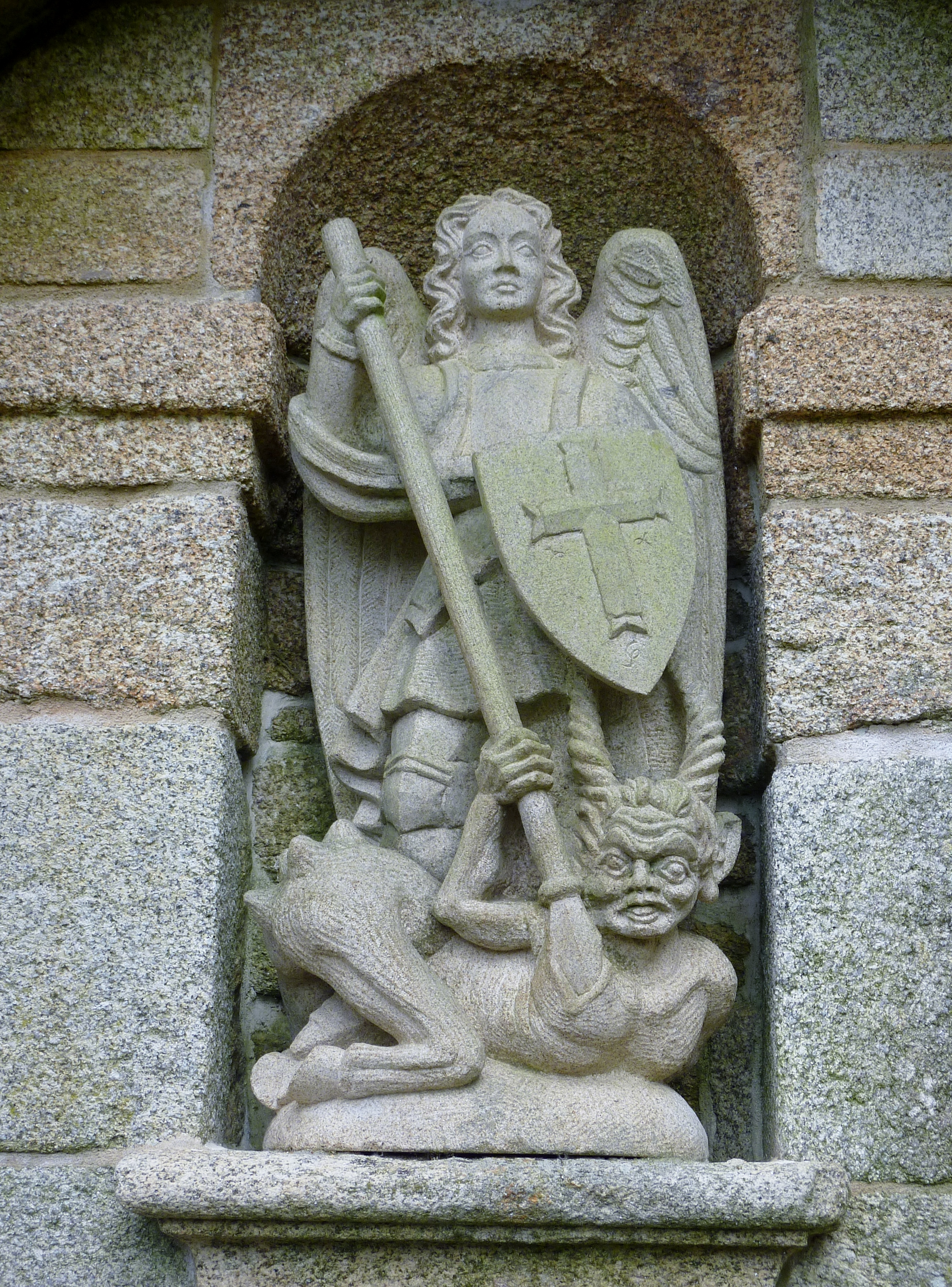
Groupe statuaire dans une niche.

La seigneurie de Quinipily était en 1360 aux mains de la famille Hilary. Tombant plusieurs fois en quenouille, elle passa successivement, à la famille Langueouez en 1425, laquelle fit construire un château à « Quenechpily », à proximité de la voie romaine allant de Locmariaquer à Vorgium (Carhaix) via Castennec ; puis à la famille d'Arradon en 1550 par le mariage de Catherine de Langueouez avec Olivier d'Arradon (un de ses petits-fils Jérôme d'Arradon, seigneur de Quinipily, défendit bravement Hennebont contre le prince de Dombes en 1590) ; en 1620 Renée d'Arradon épouse Pierre de Lannion, baron du Vieux-Châtel ; la famille de Lannion fait alors du château de Quinipily l'une de ses résidences principales ; en  1762 le décès de Hyacinthe-Gaëtan de Lannion la fait passer aux mains de François de La Rochefoucauld, duc de Liancourt, en raison de son mariage avec Félicité-Sophie de Lannion.

## La Vénus de Quinipily
En 1695, Pierre de Lannion y fait transporter depuis Castennec une statue dite « Groac'h er 'hoard ». Très abîmée, il est vraisemblable qu'il en fait sculpter une copie, placée sur un piédestal neuf, sur lequel il fait graver quatre inscriptions en latin. Cette statue est toujours visible au début du XXIe siècle.

## Quinipily auXVIIIesiècle
Jean-Baptiste Ogée écrit en 1778 que le château de Quinipily, situé à l'entrée de la forêt de Camors, plantée en taillis et futaie, contient 450 arpents  de terrain (les seigneurs de Quinipily disposaient du droit d'y faire couper le bois) et dispose des droits de haute, moyenne et basse justice.

## Quinipily pendant la Révolution française
Le duc de la Rochefoucault-Liancourt émigre
en Amérique en 1792 et ses biens sont vendus comme biens nationaux et achetés par Pierre Giraldon qui les revend en 1804 à un maître-maçon de Plumelin, Jacques Kergoustin.

## La démolition du château

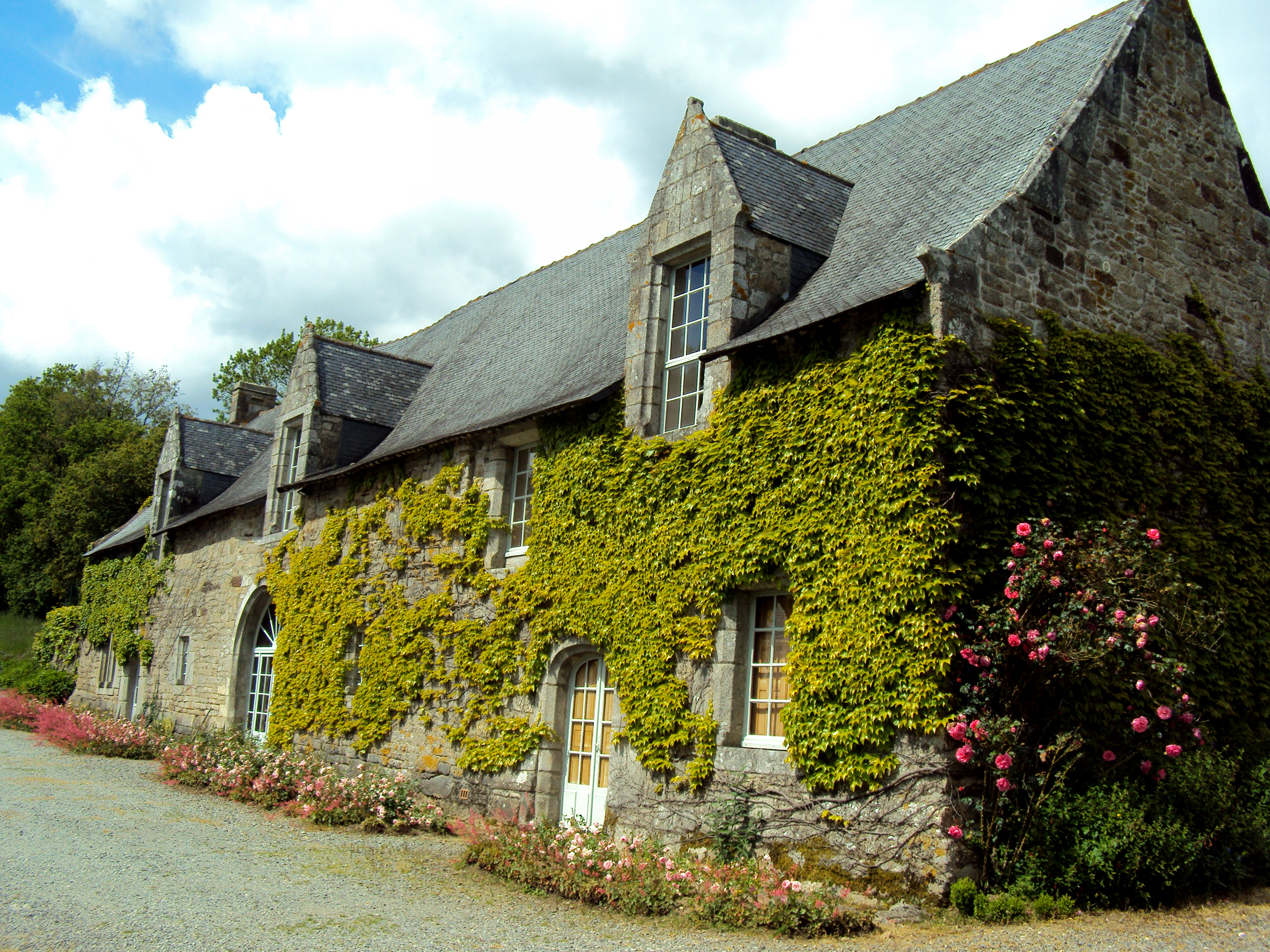
Le manoir actuel de Quinipily (le château a disparu).

Giraldon démolit et rase complètement les restes du château, ne conservant que deux cariatides qu'il transporte au village de Bot-Coët en Locminé où il habite. Elles semblent être contemporaine de la construction du château ; elles se trouvent désormais à l'entrée du château du Pessis en Tresbœuf (Ille-et-Vilaine).
Après la Première Guerre mondiale, ce qui reste du moulin de Quinipily est transformé en ferme.

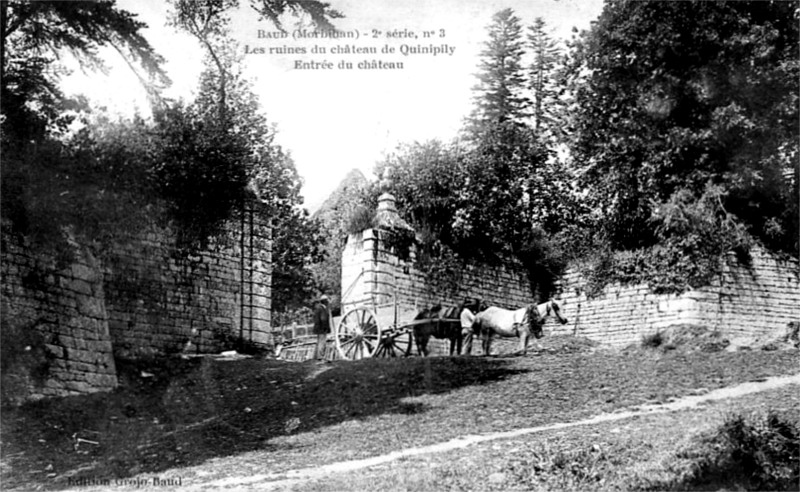
Les ruines du château de Quinipily : l'entrée du château vers 1930 (carte postale, édition Grojo, Baud).

En 1972, l'état des lieux est lamentable et les murs de l'enceinte disparaissent complètement sous le lierre et les ronces : « Du beau château des seigneurs de Quinipily, il ne reste plus que le souvenir. De-ci, de-là, quelques pans de murs branlants, des fossés envahis d'une végétation broussailleuse, des fours à pain (…), des jardins en gradins, des ouvertures de souterrains obstruées par les éboulements, un étage comblé par le remembrement ».

## Divers
Une carrière située à proximité a été exploitée pendant un siècle, de 1901 à 2001 : les matériaux extraits, proches du granite, ont servi principalement pour des remblais, mais aussi pour la construction. Le site fait l'objet d'un programme de réhabilitation afin que la nature puisse reprendre ses droits.